# Army of Darkness: Defense

Army of Darkness: Defense, acortado como AoDD, es un videojuego de formato tower defense desarrollado por Backflip Studios el 12 de mayo de 2011 para las plataformas iOS y Android. El juego está basado en la película de culto  Army of Darkness.

## Argumento
El juego sigue al protagonista de la película, Ash Williams.

## Recepción
La  versión iOS del juego obtuvo un 74 por ciento en el sitio de agregación de revisión Metacritic, que denota "comentarios mezclados o medios".

## Modo de juego
El juego consiste en que el jugador, en el papel de Ashley 'Ash' Williams, defienda el libro de los muertos “Necronomicon” de hordas de enemigos (Deadites) que se acerquen a dicho lugar. 
El jugador se puede desplazar presionando la pantalla hacia donde se desea desplazarse (derecha e izquierda); frente a un enemigo, Ash ataca automáticamente, se puede pedir apoyo de personajes de la franquicia como Lord Arthur, Henry the Red, Wiseman entre otros.

## Multilenguaje
Se lanzó una versión en modo multilengua, que sólo es compatible con sistemas operativos Android 4.4 a superior.